# دیکینسن ۵۲۷۲
سیارک ۵۲۷۲ (به انگلیسی: 5272 Dickinson، نامگذاری:1981QH2) پنج هزار و دویست و هفتاد و دومین سیارک کشف شده‌است که در ۳۰ اوت ۱۹۸۱ کشف شد.
قدر مطلق سیارک برابر ۱۴٫۵۰ است.